# Ceropsilopa opulens
Ceropsilopa opulens är en tvåvingeart som beskrevs av Cresson 1925. Ceropsilopa opulens ingår i släktet Ceropsilopa och familjen vattenflugor. Inga underarter finns listade i Catalogue of Life.